# Eulergetal (getaltheorie)
In de getaltheorie binnen de wiskunde, is een eulergetal {\displaystyle E_{n}} een geheel getal voorkomend in de maclaurinreeks–ontwikkeling van de secans hyperbolicus:
{\displaystyle {\frac {1}{\cosh(t)}}={\frac {2}{e^{t}+e^{-t}}}=\sum _{n=0}^{\infty }{\frac {E_{n}}{n!}}\cdot t^{n}}
met {\displaystyle \cosh } de cosinus hyperbolicus, een hyperbolische functie.
De eulergetallen met oneven index zijn alle gelijk aan nul. De opeenvolgende eulergetallen met een even index hebben een wisselend (alternerend) teken. De eerste termen van de rij zijn:
| E0 =  | 1                  |
| E2 =  | −1                 |
| E4 =  | 5                  |
| E6 =  | −61                |
| E8 =  | 1.385              |
| E10 = | −50.521            |
| E12 = | 2.702.765          |
| E14 = | −199.360.981       |
| E16 = | 19.391.512.145     |
| E18 = | −2.404.879.675.441 |
Sommige auteurs hernummeren de rij, om de oneven eulergetallen met waarde nul kwijt te raken, en/of veranderen de schrijfwijze van de rij zodanig dat alle tekens positief worden. Hier wordt de hierboven gebruikte conventie aangehouden (Abramowitz en Stegun, 1972).
De eulergetallen komen onder andere voor in de maclaurinreeks–ontwikkelingen van de secans– en secans–hyperbolicus–functies. De laatstgenoemde is de functie die voorkomt in de bovenstaande definitie. Deze functies komen ook voor in de combinatoriek, onder andere bij de alternerende permutatie.
De eulergetallen zijn vernoemd naar Leonhard Euler (1707-1783).

## Naar Euler genoemd
Andere grootheden, die naar Leonhard Euler zijn genoemd, zijn:
- e (wiskunde)
- Constante van Euler-Mascheroni
- Getal van Euler (natuurkunde)